# Rupicola
Rupicola là một chi chim trong họ Cotingidae.

## Các loài
Chi này có 2 loài:
| Hình ảnh | Danh pháp khoa học  | Tên tiếng Anh            | Phân bố                                                                             |
| -------- | ------------------- | ------------------------ | ----------------------------------------------------------------------------------- |
|          | Rupicola rupicola   | Guianan cock-of-the-rock | French Guiana, Suriname, Guyana, nam Venezuela, đông Colombia và bắc Amazona Brazil |
|          | Rupicola peruvianus | Andean cock-of-the-rock  | Venezuela, Colombia, Ecuador, Peru và Bolivia                                       |